# Киселёв, Алексей Алексеевич (астроном)
Алексей Алексеевич Киселёв (28 февраля 1922, Петроград — 30 сентября 2013, Санкт-Петербург) — российский астроном, доктор физико-математических наук, профессор кафедры астрономии СПбГУ, член Международного Астрономического Союза, крупнейший специалист в области фотографической астрометрии и звёздной астрономии.

## Биография
Родился в семье военного инженера-химика (Киселёв Алексей Исидорович, умер 13.06.1949 г.) и сотрудницы исторического отдела Публичной библиотеки (Киселёва Наталья Михайловна(Ур. Довгялло). Участник Великой Отечественной войны.
С 1946 по 1950 гг. — студент математико-механического факультета Ленинградского Государственного Университета.
Со слов матери с детства мечтал работать в ГАО РАН, был принят на работу ее сотрудником после окончания обучения.
В 1950 г. был осужден к 10 годам лишения свободы по статье 58-1б и 6 лет работал на шахтах Воркуты.
В январе 1956 г. освобожден и в июле того же года полностью реабилитирован.
В 1956 г. защитил диплом по специальности астрометрия в Ленинградском Государственном Университете и поступил на работу в Главную (Пулковскую) астрономическую обсерваторию на должность старшего лаборанта.
Активно участвовал в наблюдениях спутников Марса и кометы Галлея в Ордубаде. Внес большой вклад в организацию наблюдений искусственных спутников Земли на территории бывшего СССР и обработку этих наблюдений. Составил универсальное и подробное методическое пособие по наблюдениям ИСЗ и их астрометрической редукции, которое имелось на каждой станции наблюдений спутников, использовалось почти два десятилетия и не потеряло значения до сих пор.
Автор 140 научных публикаций, в том числе высокоточных каталогов визуально-двойных звезд.
Автор монографии «Теоретические основания фотографической астрометрии», которая стала настольной книгой для студентов и научных сотрудников, специализирующихся в области фотографической астрометрии.
С 1982 по 2011 год читал лекции по фотографической и ПЗС-астрометрии. За многолетнюю педагогическую деятельность А. А. Киселёв получил звание «Соросовского профессора»
Главный научный сотрудник Лаборатории астрометрии и звёздной астрономии Главной (Пулковской) астрономической обсерватории РАН. Разработчик метода параметров видимого движения для определения орбит небесных объектов по короткой дуге (метода ПВД). Возглавлял научное направление, связанное с наблюдениями и исследованиями двойных и кратных звезд и звезд с невидимыми спутниками. Благодаря усилиям А. А. Киселёва, возглавляемый им 26-дюймовый рефрактор Пулковской обсерватории стал ведущим инструментом среди аналогичных телескопов мира и уверенно лидирует по количеству и длительности регулярных рядов наблюдений тел Солнечной системы и двойных звезд. По различным наблюдательным программам на телескопе получено более 22 тысяч фотопластинок и около 50 тысяч ПЗС-наблюдений
Именем Алексея Киселёва названа малая планета (4592) Алкиссия (Alkissia), открытая в 1979 году.

## Награды и признание
- В 1945 году награждён медалью «За победу над Германией в Великой Отечественной войне».
- В 2002 году за большие заслуги в развитии астрономии А. А. Киселёву было присвоено звание «Заслуженный деятель науки РФ».
- Награждён памятной медалью имени В. Я. Струве за выдающийся вклад в развитие фотографической астрометрии[5].
- 20 июня 1997 года в честь А. А. Киселёва назван астероид 4592 Alkissia, открытый в 1979 году астрономом Н. С. Черных.